# Kobariško blato
Kobariško blato este o arie protejată (arie specială de conservare — SAC, sit de importanță comunitară — SCI) din Slovenia întinsă pe o suprafață de 24,89 ha, integral pe uscat.

## Localizare
Centrul sitului Kobariško blato este situat la coordonatele 46°14′44″N 13°34′14″E / 46.2456°N 13.5705°E.

## Înființare
Situl Kobariško blato a fost declarat sit de importanță comunitară în aprilie 2004 pentru a proteja un număr necunoscut de specii din flora spontană și fauna sălbatică aflate în arealul zonei. Situl a fost protejat și ca arie specială de conservare în februarie 2012.

## Biodiversitate
Situată în ecoregiunea alpină, aria protejată conține 2 habitate naturale: Pajiști cu Molinia pe soluri calcaroase, turboase sau argilos-nămoloase (Molinion caeruleae), Liziere de ierburi înalte hidrofile de câmpie și de nivel montan până la alpin.
La baza desemnării sitului se află un număr nedeclarat de specii protejate.